# Рисакаєво
Рисака́єво (рос. Рысакаево, башк. Рысыҡай) — село у складі Бєлорєцького району Башкортостану, Росія. Входить до складу Сосновської сільської ради.
Населення — 379 осіб (2010; 371 в 2002).
Національний склад:
- башкири — 100%